# بوندیبوگیو
بوندیبوگیو (انگلیسی: Bundibugyo) یک منطقهٔ مسکونی در اوگاندا است.